# Persoonia brevifolia
Persoonia brevifolia là một loài thực vật có hoa trong họ Quắn hoa. Loài này được (Benth.) L.A.S. Johnson & P.H. Weston miêu tả khoa học đầu tiên năm 1991.